# أرييل دورفمان
أرييل دورفمان (بالإسبانية: Ariel Dorfman) (6 مايو 1942، بوينس آيرس في الأرجنتين)؛ كاتِب ومؤلِّف، كاتب مسرحي، صحفي، كاتب سيناريو، بروفيسور وروائي أرجنتيني.

## روابط خارجية
- أرييل دورفمان على موقع IMDb (الإنجليزية)
- أرييل دورفمان على موقع الموسوعة البريطانية (الإنجليزية)
- أرييل دورفمان على موقع مونزينجر (الألمانية)
- أرييل دورفمان على موقع ميوزك برينز (الإنجليزية)
- أرييل دورفمان على موقع قاعدة بيانات برودواي على الإنترنت (الإنجليزية)
- أرييل دورفمان على موقع ديسكوغز (الإنجليزية)
- أرييل دورفمان على موقع قاعدة بيانات الفيلم (الإنجليزية)